# Зденко Ханс Скрауп
Зденко Ганс Скрауп (чеськ. Zdenko Hans Skraup, 3 березня 1850 — 10 вересня 1910) — чеський хімік, який вперше здійснив синтез молекули хіноліну. Розроблений ним метод синтезу хіноліну носить його ім'я — реакція Скраупа.

## Життєпис
Скрауп народився у Празі, де закінчив гімназію (1860—1866) та продовжив навчання (1866—1871) в Че́ському Техні́чному Університе́ті. Після роботи близько одного року науковим ассистентом у Генріха Людвіга Баффа він працював на порцеляновій фабриці. В 1873 році Скрауп переїхав до Відня.
Науковий ступінь доктора філософії Скрауп отримав в 17 березня 1875 року в Гіссенському університеті.